# Plano bisector
Plano bisector de un ángulo diedro es el plano formado por todos los puntos que son equidistantes a los planos que forman el ángulo diedro. También se puede definir como el plano que pasa por la arista y lo divide en dos ángulos diedros iguales.

## Analogía con la bisectriz
El plano bisector es la generalización de la bisectriz al pasar del espacio de dos dimensiones al de tres. El plano bisector se puede "trazar" de forma análoga a como se hace en el caso de la bisectriz. Para ello primero se genera un cilindro de radio arbitrario con eje en la arista del ángulo diedro y después se generan otros dos cilindros de radios arbitrarios pero iguales entre sí con ejes en los respectivos puntos de corte del primer cilindro con los planos del ángulo diedro. El plano bisector es el que contiene las dos rectas que aparecen como intersección entre los dos últimos cilindros.